# London Stereoscopic Company

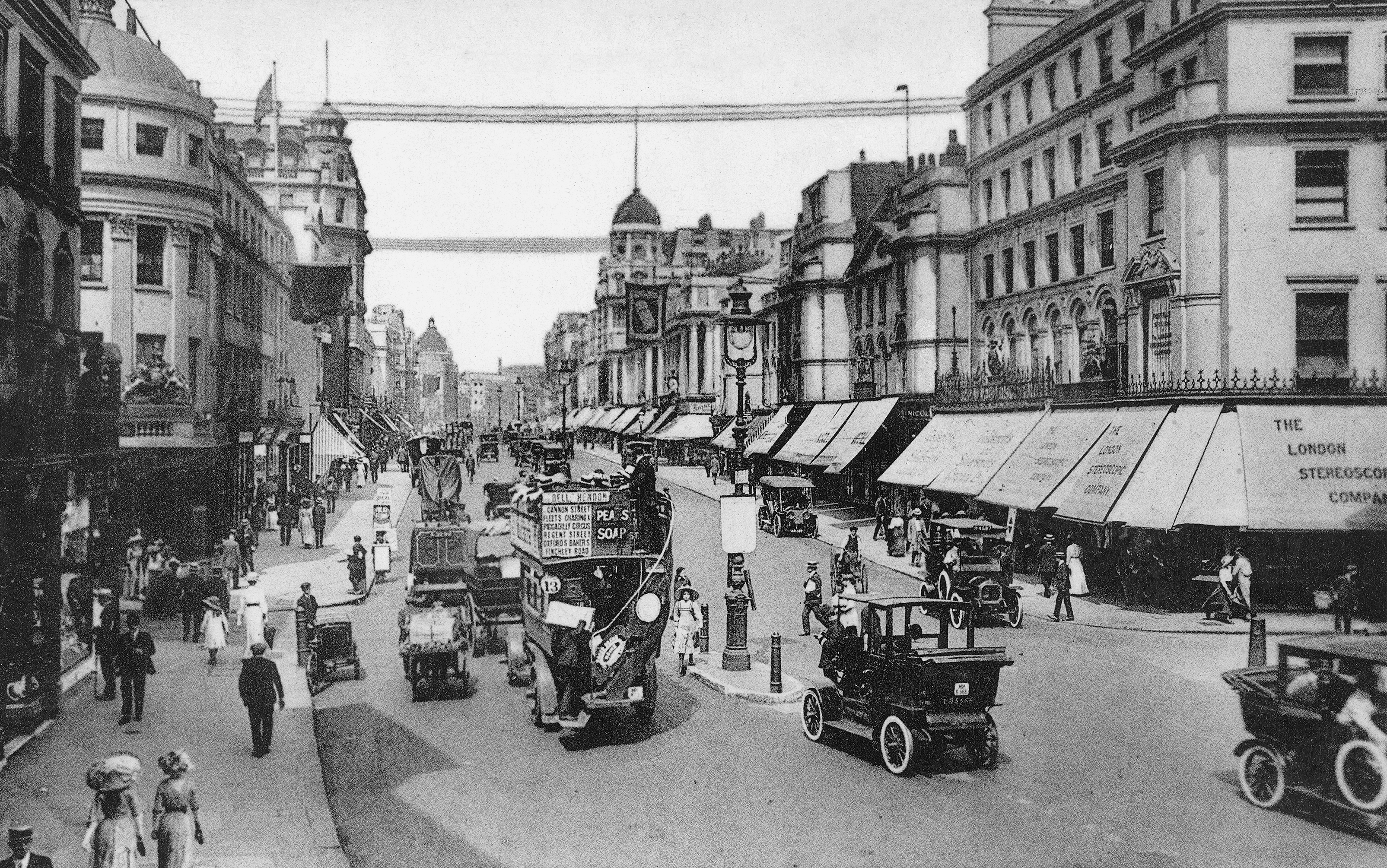
London Stereoscopic Company, um 1910

Die London Stereoscopic Company (LSC) war ein britisches Photo-Unternehmen, das unter anderem räumlich wirkende Photographien (Stereoskopien) vertrieb. Es wurde im Jahr 1854 von George Swan Nottage (1823–1885) zusammen mit seinem Vetter Howard Kennard in London als London Stereoscope Company (LSC) gegründet. Sie war ab 1856 als London Stereoscopic Company und ab Mai 1859 als London Stereoscopic and Photographic Company bekannt; sie bestand bis 1922.

## Unternehmensentwicklung: Gründung, Aufstieg und Niedergang der London Stereoscopic Company

### Das Aufkommen der Stereoskopie
Im Jahr 1838 hatte Sir Charles Wheatstone (1802–1875) seine Forschungsergebnisse über räumliches Sehen veröffentlicht. Er berechnete und zeichnete Stereobildpaare und konstruierte für deren Betrachtung einen Apparat, bei dem der Blick des Betrachters durch Spiegel auf die Teilbilder umgelenkt wurde. Diesen Apparat nannte er Stereoskop. Elf Jahre später, 1849, stellte der schottische Physiker und Privatgelehrte Sir David Brewster (1781–1868) die erste Zwei-Objektiv-Kamera vor, mit der man zum ersten Mal bewegte Motive stereoskopisch festhalten konnte – Bei den bis dahin verwendeten Kameras mit nur einem Objektiv mussten die beiden Teilbilder nacheinander belichtet und die Kamera zwischen den beiden Aufnahmen im Augenabstand verschoben werden, was bei bewegten Motiven zu abweichenden Bildinhalten zwischen der ersten und der zweiten Aufnahme führen konnte, die den räumlichen Eindruck störten. Ebenfalls im Jahr 1849 vereinfachte Brewster das Stereoskop, indem er die Spiegel durch linsenartig geschliffene Prismen ersetzte.
Der französische Optiker Jules Duboscq (1817–1886) führte der Öffentlichkeit auf der Londoner Weltausstellung von 1851 seine Stereoskope nach Entwürfen von Brewster vor, mit denen man Stereo-Daguerreotypien betrachten konnte. Die Resonanz des Publikums war groß, auch die britische Königin Victoria interessierte sich für diese neue Präsentationsmöglichkeit.
Die weiteste Verbreitung fand das Stereoskop in der 1861 von Oliver Wendell Holmes, Sr. entwickelten Bauform; sein Stereoskop mit Schärfeeinstellung wurde praktisch zum Standard-Gerät, das auch von vielen Privathaushalten gekauft und benutzt wurde. Nicht nur im Vereinigten Königreich waren Stereoskopien von den 1850er bis in die 1870er Jahre sehr populär.

### Erste Hochphase der Stereo-Photographie
Auf diesen neuen Trend reagierte George Swan Nottage im Jahr 1854 durch die Gründung seiner London Stereoscope Company (LSC). Sie wuchs rasch zum größten Hersteller von Stereografien der viktorianischen Zeit.
Im Februar 1856 warb die London Stereoscopic Company (LSC) im „Photographic Journal“ der Royal Photographic Society damit, über die – mit mehr als 10.000 Aufnahmen – europaweit größte Sammlung von Stereoskopien zu verfügen.
Zwischen 1854 und 1856 verkaufte die London Stereoscopic Company zwei Millionen Stereoskope, also Betrachtungsgeräte für Stereoskopien.
Allein im Jahr 1862 verkaufte die LSC eine Million stereoskopische Ansichten.
Sie unterhielt mehrere Niederlassungen und Vertretungen im Ausland. Ihr erster Vertreter in den USA war wahrscheinlich das Musikgeschäft William Hall & Son am Broadway, das im Frühjahr 1857 mit Werbung für Stereobilder begann. Ende 1858 übernahm der Verlag Wiley & Halsted die Vertretung der LSC-Produkte in den USA. Im Sommer 1859 eröffnete die London Stereoscopic Company ein eigenes Depot in New York am Broadway 534. Im Frühjahr 1860 zog dieses LSC-Depot in das Irving-Gebäude am Broadway 594 um. Im selben Jahr übernahm das Foto-Geschäft Paul & Curtis die Vertretung der LSC und veröffentlichte einen Katalog mit LSC-Produkten. Am 1. März 1861 wurde die Vertretung für die London Stereoscopic Company von Paul & Curtis auf James L. Warner übertragen, der zunächst am Broadway 531 und dann in der gleichen Straße in Nr. 579 tätig war. Warner schloss das Geschäft Ende Juli 1869.
Im Jahr 1861 wurde Charles Gaudin, ein Pariser Händler für Stereobilder, alleiniger Vertreter der London Stereoscopic Company in Frankreich.
Ab den 1870er Jahren ließ die Popularität der Stereoskopie allmählich etwas nach. London Stereoscopic diversifizierte daraufhin sein Angebot und nahm großformatige Reiseansichten und Porträts in seine Kataloge auf. Bis 1889 warb das Unternehmen für sein umfassendes Sortiment an Kameras, Objektiven und Fotozubehör verschiedener Art und bot auch eine breite Palette fotomechanischer Druckdienstleistungen und verschiedene Lichtdruck- und Photolithographie-Verfahren an, darunter auch Woodburytypie und Wothlytypie. Woodburytypien der LSC wurden in großem Umfang in Buchpublikationen und Zeitschriften verwendet; neben der Woodbury Company selbst war die London Stereoscopic Company der größte Hersteller von Woodburytypien in England. Im Jahr 1896 bot die Abteilung des Unternehmens in der Londoner Cheapside 54 Buchdruck sowie den kommerziellen Massen-Druck von Photographien in verschiedenen Druckverfahren an. Die LSC wurde auch in der Photogravur tätig und stellte Halbton-Platten für das Druckgewerbe her.
Im Jahr 1881 errichtete das Unternehmen eine Produktionsstätte in Southgate bei London.

### Portraitphotos im Carte de Visite-Format und „Cartomania“
In den Jahren 1850/51 entwickelten Frederick Scott Archer und Gustave Le Gray die Kollodium-Nassplatte für Photonegative. Im Jahr 1854 ließ André Adolphe-Eugène Disdéri (1819–1889) sich Photographien im Carte de Visite-Format patentieren. Für dieses Bildformat wurden mehrere verschiedene Photographien auf dieselbe Photoplatte aufgenommen. Die neue Möglichkeit, Kollodium-Nassplatten mit mehreren Negativen zu belichten, schuf ab Mitte der 1850er Jahre gute Voraussetzungen für die kommerzielle Massenproduktion von Photographien, insbesondere von Porträts der Reichen und Berühmten. In der zweiten Hälfte des 19. Jahrhunderts legten sich private Photosammler Alben mit Aufnahmen von Politikern, Geistlichen, Schauspielerinnen und bekannten Sportlern an; eine Sammelleidenschaft, die im Vereinigten Königreich als „Cartomania“ bezeichnet wurde.
Die London Stereoscopic Company profitierte von dieser neuen Sammel-Mode; sie erzielte auch mit ihren Photographien im Carte de Visite-Format gute Umsätze. Die London Stereoscopic Company eröffnete 1861 in der Regent Street 110, 1864 in der Regent Street 108 und 1875 auch noch in der Regent Street 106 Porträtphotostudios. Dort ließ – neben ungezählten unbekannten Personen – auch so manche prominente Persönlichkeit ihr Konterfei aufnehmen, darunter etwa der Autor Charles Dickens, die Schauspielerin Sarah Bernhardt, William Booth (der Gründer der Heilsarmee), der Maler John Everett Millais und die Politiker und Staatsmänner William Ewart Gladstone und Lord Palmerston. Die LSC veröffentlichten etwa auch die bekannte, von Robert Howlett aufgenommene Photographie des Ingenieurs Isambard Kingdom Brunel vor einer Ankerkette des von ihm entworfenenen Riesen-Schiffs Great Eastern.
Im Jahr 1888 wurde das Porträtphotoatelier der LSC in der Regent Street 110 geschlossen.

### Pressephotographie
Photographen der LSC dokumentierten in ihren Photographien aktuelle Ereignisse mit Nachrichtenwert, zum Beispiel die Wiedereröffnung des Crystal Palace in Sydenham durch Königin Victoria im Jahr 1854. Für die exklusive Erlaubnis, auf der Londoner Weltausstellung von 1862 zu photographieren, zahlte die LSC die damals enorm hohe Summe von 1.500 britischen Pfund.
Die LSC verkaufte Lizenzen zur Veröffentlichung seiner Photographien in Zeitschriften wie „The Illustrated London News“ und „The Graphic“ sowie für Theaterprogramme und Notenblätter.

### Ende der Geschäftstätigkeit
Der Gründer der London Stereoscopic Company, George Swan Nottage, starb am 11. April 1885.
Bald nach dem Tod von George Swan Nottage, am 1. Juli 1885, ging die London Stereoscopic and Photographic Company an die Börse. In ihrem Börsenprospekt wurde erwähnt, dass sich die jährlichen Gewinne in den vorangegangenen 23 Jahren auf mehr als 6.000 britische Pfund beliefen. Die LSC versprach den Aktionären eine Dividende von sieben Prozent. Howard John Kennard und der Sohn des Gründers George Swan Nottage, Charles George Nottage, wurden in den Vorstand der Aktiengesellschaft berufen, Kennard als Vorstandsvorsitzender und Nottage als geschäftsführender Direktor.
Anders als andere Stereobildagenturen, etwa die Keystone View Company oder Underwood & Underwood, konnte die LSC nicht mehr vom Revival der Stereophotographie um die Wende vom 19. zum 20. Jahrhundert herum profitieren. Sie bekam im Bereich der Pressephotographie und bei den Carte de Visite-Photographien immer mehr Konkurrenz durch andere Photounternehmen. Auch das Aufkommen von Film und Kino war den Umsätzen der London Stereoscopic and Photographic Company abträglich. Im Oktober 1922 stellte die London Stereoscopic Company ihre Geschäftstätigkeit ein.
Der letzte Vorstandsvorsitzende des Unternehmens war der Sohn eines ihrer beiden Gründer, Robert William Kennard.
Einen Teil des Bildbestandes der London Stereoscopic and Photographic Company hat später die Getty Images Inc. aufgekauft.

## Bekannte und anonyme Photographen der LSC
Zu den namhaften Photographen der LSC zählten Reinhold Thiele (1856–1921), William England (1830–1896), Thomas Richard Williams (1824–1871), der früh verstorbene Robert Howlett (1831–1858) sowie Edward Pocock (1843–1905).
William England, der von Anfang an für das Unternehmen tätig war, reiste 1858/59 durch die USA und lieferte Aufnahmen aus New York, vom Hudson River und den Niagarafälle sowie der neuen Eisenbahnstrecken und Brücken entlang seiner Route. Die „North America Series“, eine der ersten mit fotografischen Ansichten aus den USA, die nach Großbritannien gelangten, erfreute sich großer Nachfrage. W. England trug auch mit seinen Aufnahmen aus Irland (1857) und Paris (1860) sowie mit technischen Verbesserungen an der Fotoausrüstung, etwa der Erfindung des Schlitzverschlusses für Fotoapparate, maßgeblich zum Ruf des Unternehmens bei. Er produzierte auch die beliebte „Comic“-Fotoserie der LSC.
Der bekannte Sport- und Kriegsfotograf Reinhold Thiele arbeitete zwischen 1880 und 1894 als Aquarellist und Photograph für die London Stereoscopic Company. Er liefert Photos aus dem südafrikanischen Burenkrieg.
London Stereoscopic kaufte, vertrieb und veröffentlichte auch Bildmaterial von Photographen, die weder bei LSC angestellt waren noch im Auftrag dieser Photoagentur arbeiteten, zum Beispiel Photos von William Grundy (1806–1859) aus Sutton Coldfield, dessen Sammlung von 200 Negativen die LSC nach seinem Tod erwarb. Grundy hatte eine Reihe von Photos zur Illustration von „Sunshine in the Country, A Book of Rural Poetry“ (Richard Griffin & Co., 1860) veröffentlicht, die idyllische ländliche Szenerien sowie andere Szenen aus dem Leben von Landbewohner, etwa in der Ausübung ihrer Berufe, zeigten.
Im Katalog von London Stereoscopic von 1860 wurde auch eine Serie von Ansichten der Schweiz von Adolphe Braun (1812–1877) beworben.
Im Katalog der London Stereoscopic Company von 1855/56 erschienen zahlreiche Stereoskopien aus den Beständen der Photoateliers von Claude-Marie Ferrier und Charles Soulier bzw. ihrer Geschäftsnachfolger Léon & Lévy.
Nachdem William England 1863 das Unternehmen verlassen hatte, um eine eigenständige Karriere zu verfolgen, veröffentlichte er in den LSC-Katalogen weiterhin seine photographischen Ansichten, nun allerdings unter seinem eigenen Namen.
Die meisten Photographen, deren Bilder die London Stereoscopic Company vertrieb, sind jedoch anonym geblieben, da das Unternehmen die Namen ihrer Mitarbeiter nur in Ausnahmefällen nannte.

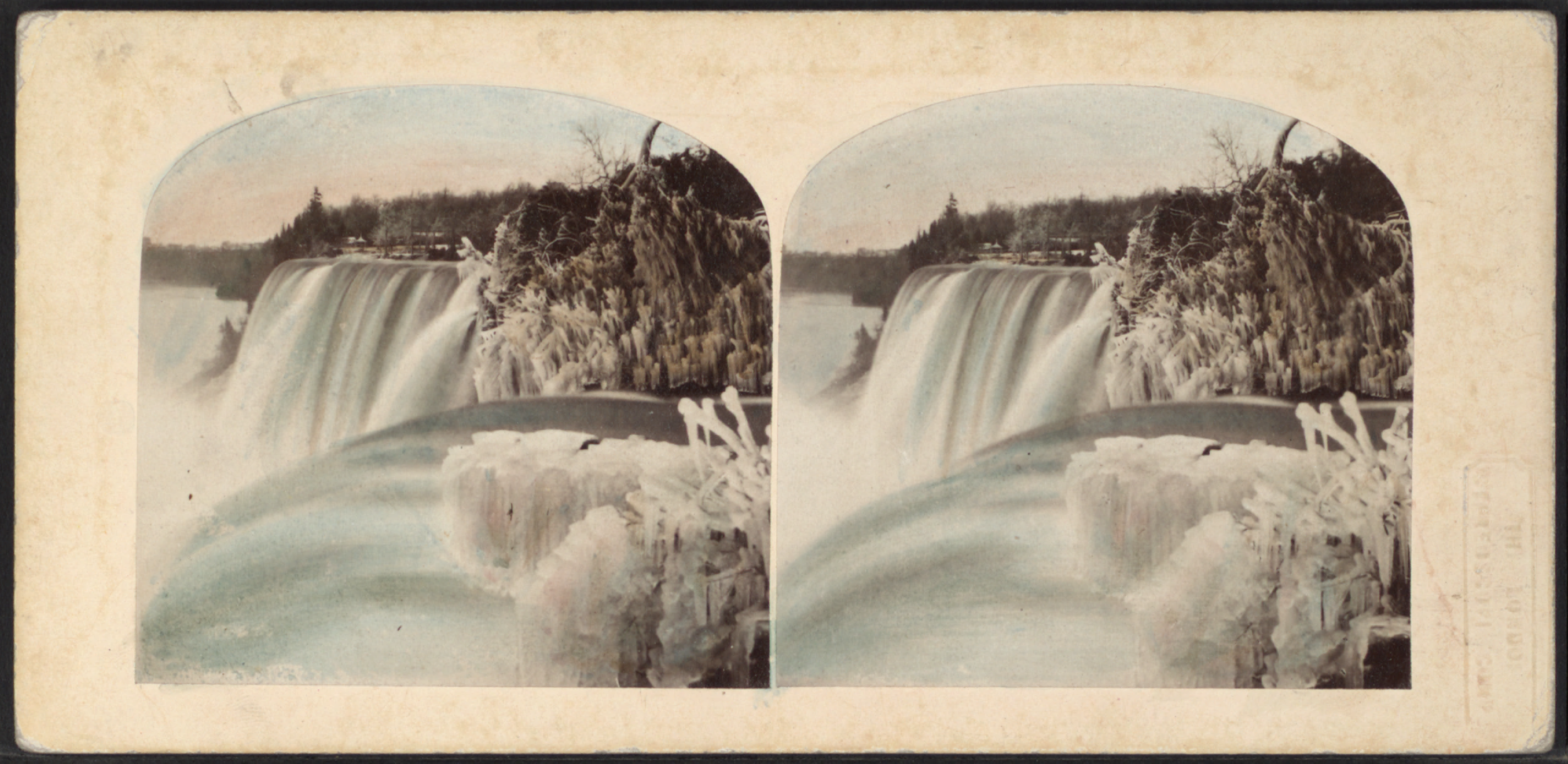
Niagarafälle (c.1858)
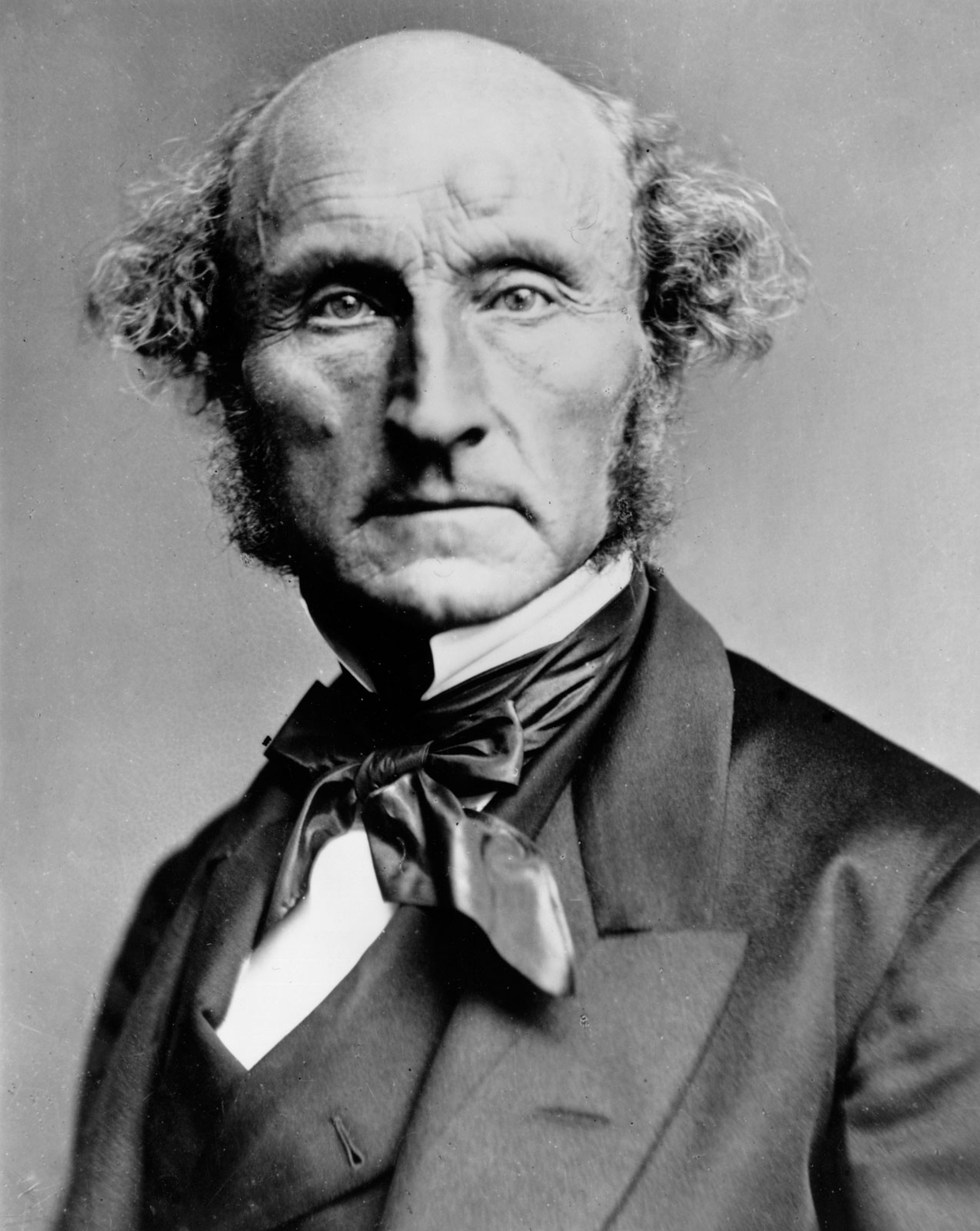
John Stuart Mill (c.1870)
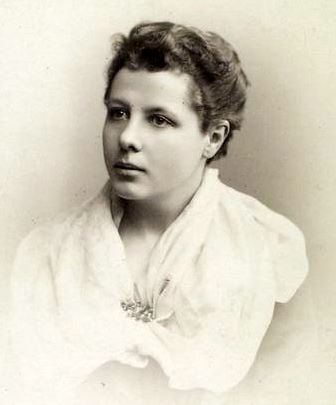
Annie Besant (1880s)
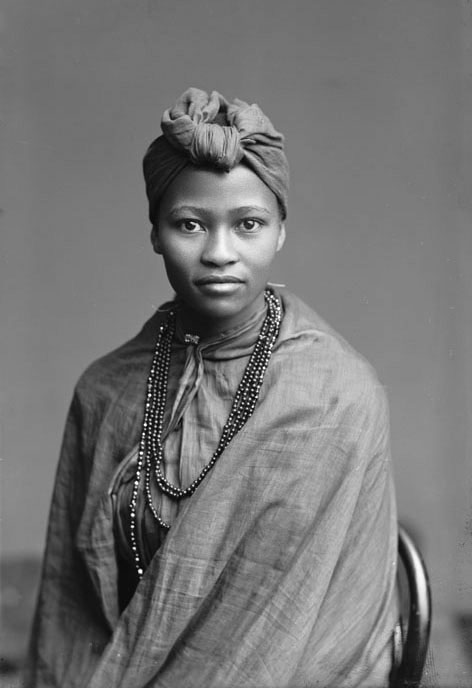
Frances Gqoba of the African Choir (1891)
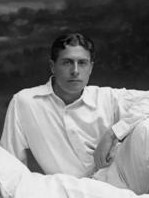
Laurence Doherty (1900)

## Weitere Aspekte der LSC
Im Jahr 1871, während des Deutsch-Französischen Krieges, fertigte die London Stereoscopic Company mikrofotografische Abzüge, kaum größer als eine Briefmarke, von Sonderseiten der „Times“ an, die dann Brieftauben in die belagerte französische Hauptstadt Paris brachten.
Ab 1895 durfte sich die London Stereoscopic Company als Photographen ihrer Majestät bezeichnen.
Prinzessin Alexandra von Dänemark, die Ehefrau des britischen Königs Edward VII. (er regierte das Vereinigte Königreich von 1901 bis 1910), entwickelte ein reges Interesse für Photographie und für das Photographieren. Sie ließ sich in einem Studio der London Stereoscopic and Photographic Company in der Regent Street offiziell in die noch relativ junge Photo-Technik einweisen.
Das Unternehmen besaß das Patent für ein beliebtes Zoetrop-Modell und stellte solche Wundertrommeln auch her. Eine Zeit lang war die LSC zudem einzige Lizenznehmerin des Phonographen.
Ihr Gründer Nottage erwarb mit der London Stereoscopic Company ein stattliches Vermögen. Er wurde zunächst zum Alderman (Beigeordneten) und später zum Oberbürgermeister von London (1884/85) gewählt.